# Bauang
Bauang is een gemeente in de Filipijnse provincie La Union in het noordwesten van het eiland Luzon. Bij de laatste census in 2007 had de gemeente bijna 70 duizend inwoners.

## Geografie

### Bestuurlijke indeling
Bauang is onderverdeeld in de volgende 39 barangays:
| - Acao - Baccuit Norte - Baccuit Sur - Bagbag - Ballay - Bawanta - Boy-utan - Bucayab - Cabalayangan - Cabisilan - Calumbaya - Carmay - Casilagan | - Central East - Central West - Dili - Disso-or - Guerrero - Nagrebcan - Pagdalagan Sur - Palintucang - Palugsi-Limmansangan - Parian Oeste - Parian Este - Paringao - Payocpoc Norte Este | - Payocpoc Norte Oeste - Payocpoc Sur - Pilar - Pudoc - Pottot - Pugo - Quinavite - Lower San Agustin - Santa Monica - Santiago - Taberna - Upper San Agustin - Urayong |

## Demografie
Bauang had bij de census van 2007 een inwoneraantal van 69.837 mensen. Dit zijn 6.464 mensen (10,2%) meer dan bij de vorige census van 2000. De gemiddelde jaarlijkse groei komt daarmee uit op 1,35%, hetgeen lager is dan het landelijk jaarlijks gemiddelde over deze periode (2,04%).